# Drogheda United Football Club 2011
Questa voce raccoglie le informazioni riguardanti il Drogheda United Football Club nelle competizioni ufficiali della stagione 2011.

## Divisa e sponsor
Rimangono invariati lo sponsor tecnico (Vandanel) ed ufficiale (Hunky Dorys): alle due divise già esistenti ne vengono aggiunte altre due, entrambe caratterizzate da un motivo a strisce, ma dai colori bianco e celeste e rosso e nero.
| Manica sinistra · Maglietta · Manica destra · Pantaloncini · Calzettoni | Manica sinistra · Maglietta · Manica destra · Pantaloncini · Calzettoni | Manica sinistra · Maglietta · Maglietta · Manica destra · Pantaloncini · Calzettoni | Manica sinistra · Manica sinistra · Maglietta · Maglietta · Manica destra · Manica destra · Pantaloncini · Calzettoni |

## Rosa
Ultimo aggiornamento: 28 dicembre 2011
| N. |                        | Ruolo | Calciatore       |
| -- | ---------------------- | ----- | ---------------- |
| -  | Irlanda (bandiera)     | P     | Robert Duggan    |
| -  | Irlanda (bandiera)     | P     | David Quirke     |
| -  | Irlanda (bandiera)     | P     | Stephen Trimble  |
| -  | Irlanda (bandiera)     | D     | Anthony Costigan |
| -  | Irlanda (bandiera)     | D     | Jack Flynn       |
| -  | Irlanda (bandiera)     | D     | Brian Gannon     |
| -  | Irlanda (bandiera)     | D     | Ciarán Hoey      |
| -  | Irlanda (bandiera)     | D     | Derek Kierans    |
| -  | Irlanda (bandiera)     | D     | Alan McNally     |
| -  | Irlanda (bandiera)     | D     | Mark O'Brien     |
| -  | Irlanda (bandiera)     | D     | Stephen Quigley  |
| -  | Inghilterra (bandiera) | D     | David Rogers     |
| -  | Irlanda (bandiera)     | D     | Shaun Skelly     |
| -  | Irlanda (bandiera)     | D     | Gareth Whelan    |
| -  | Irlanda (bandiera)     | C     | Gavin Brennan    |
| -  | Irlanda (bandiera)     | C     | Robbie Clarke    |
| -  | Irlanda (bandiera)     | C     | Shane Dolan      |
| -  | Irlanda (bandiera)     | C     | Shane Fitzgerald |

| N. |                             | Ruolo | Calciatore        |
| -- | --------------------------- | ----- | ----------------- |
| -  | Irlanda (bandiera)          | C     | Robert Gaul       |
| -  | Irlanda (bandiera)          | C     | Philip Hand       |
| -  | Irlanda del Nord (bandiera) | C     | Brian King        |
| -  | Irlanda (bandiera)          | C     | John Lester       |
| -  | Irlanda (bandiera)          | C     | Lee Lynch         |
| -  | RD del Congo (bandiera)     | C     | Paul Matondo      |
| -  | Irlanda (bandiera)          | C     | Ronan McEnteggart |
| -  | Irlanda (bandiera)          | C     | Darrag McNamara   |
| -  | Irlanda (bandiera)          | C     | Keith Murray      |
| -  | Irlanda (bandiera)          | C     | Mark Nolan        |
| -  | Irlanda (bandiera)          | C     | Colin O'Brien     |
| -  | Irlanda (bandiera)          | C     | Cillian Thompson  |
| -  | Irlanda (bandiera)          | A     | Stephen Campbell  |
| -  | Irlanda (bandiera)          | A     | Daniel Corcoran   |
| -  | Romania (bandiera)          | A     | Andrei Georgescu  |
| -  | Irlanda (bandiera)          | A     | Peter McMahon     |
| -  | Irlanda (bandiera)          | A     | Tiernan Mulvenna  |
| -  | Scozia (bandiera)           | A     | Jordan White      |

## Statistiche

### Statistiche di squadra
| Competizione      | Punti | Totale | Totale | Totale | Totale | Totale | Totale | D.R. |
| Competizione      | Punti | G      | V      | N      | P      | Gf     | Gs     | D.R. |
| ----------------- | ----- | ------ | ------ | ------ | ------ | ------ | ------ | ---- |
| League of Ireland | 25    | 36     | 7      | 4      | 25     | 32     | 77     |      |
| Coppa d'Irlanda   | -     | 3      | 1      | 1      | 1      | 6      | 3      | -    |
| Totale            | -     | -      | -      | -      | -      | -      | -      | -    |